# Hypoponera lamellosa
Hypoponera lamellosa är en myrart som först beskrevs av Auguste-Henri Forel 1860.  Hypoponera lamellosa ingår i släktet Hypoponera och familjen myror. Inga underarter finns listade i Catalogue of Life.